# Tabagismo passivo

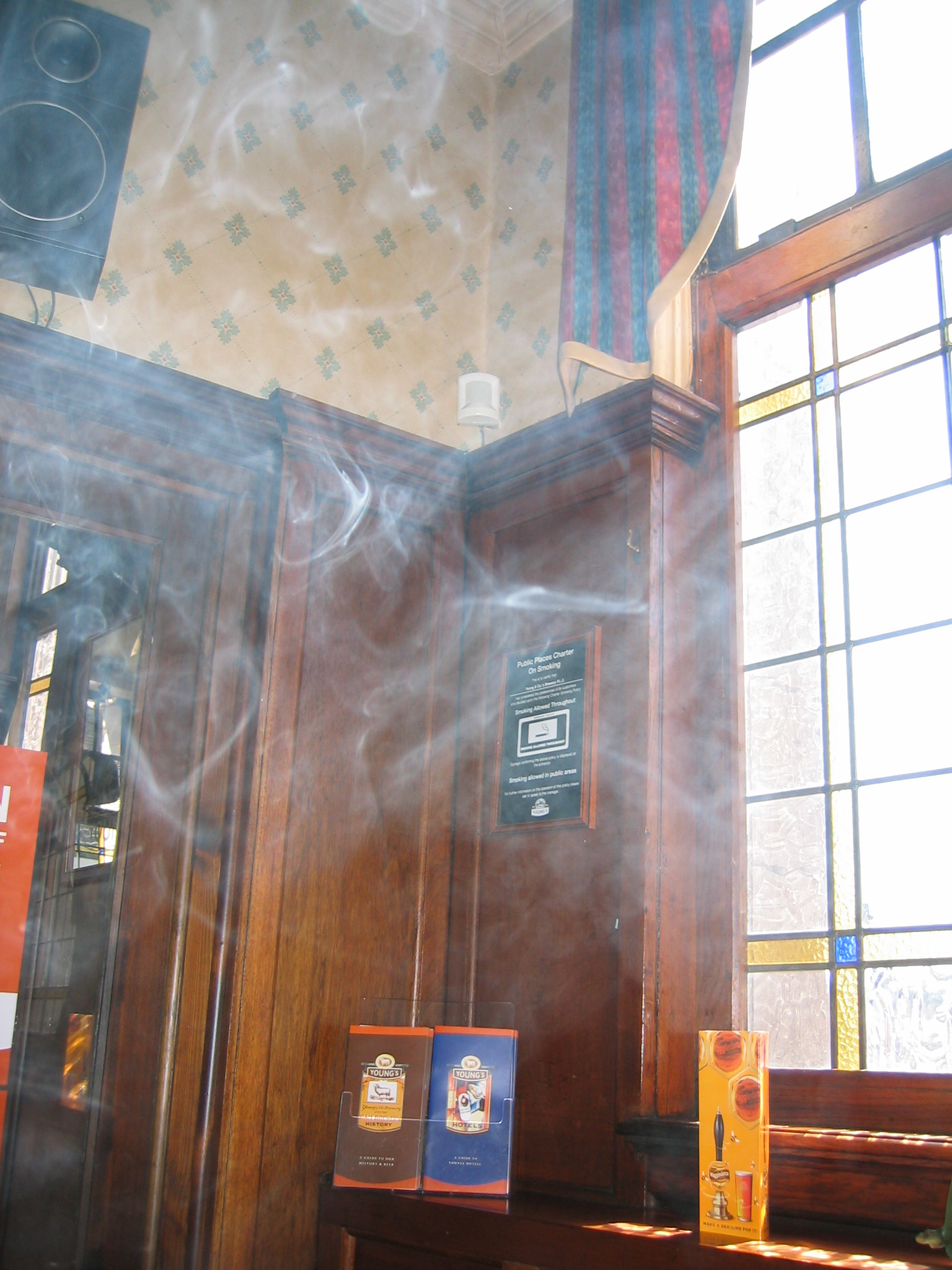
Sala cheia de fumo.

O tabagismo passivo (fumo passivo, fumaça ambiental do tabaco (FAT), ou fumaça de segunda-mão) refere-se ao ato de inalar a fumaça de qualquer substância fumígerna proveniente de um fumante, fazendo com que os malefícios do fumo ocorram mesmo em não-fumantes.

## Impacto na saúde
De acordo com pesquisa realizada no Brasil pelo Instituto Nacional do Câncer, pelo menos sete brasileiros que não fumam morrem a cada dia por doenças provocadas pela exposição passiva à fumaça do tabaco.
Os não fumantes, que presenciam fumantes, ou passam tempos mesmo que esporádicos, próximo a esses, pode ter os seguintes sintomas:
- Coceira nos olhos;
- Tosse intermitente;
- Odores na laringe;
- Odores nos membros e vestes;
- Trombose nas vias aéreas;
- Odores capilares;
- Falta de apetite;
- Falta de olfato;
- Falta de paladar;